# Lion City Sailors Football Club
Il Lion City Sailors Football Club, comunemente noto come Sailors o LCS, è una squadra di calcio professionistica di Singapore che partecipa alla Premier League, la massima serie del campionato di calcio di Singapore.

## Storia
Nato nel 1940 come Police Sport Association', il club ha mantenuto questa denominazione fino al 1996, quando lo ha cambiato in Police FC in occasione della stagione inaugurale del campionato singaporiano.
Nel 1997 ha cambiato nuovamente denominazione, stavolta in Home United, che ha utilizzato fino al 2020, anno della privatizzazione del club a seguito della sua acquisizione da parte dell'imprenditore Forrest Lin e il cambiamento dell'identità societaria nell'attuale Lion City Sailors.

## Palmarès
- Premier League: 4

1999, 2003, 2021, 2024-2025
- Coppa di Singapore: 8

2000, 2001, 2003, 2005, 2011, 2013, 2023, 2025
- Supercoppa di Singapore: 3

2019, 2022, 2024

### Altri piazzamenti
- AFC Champions League Two:

Finalista: 2024-2025